# Rêve de Sultane
Rêve de Sultane (titre original : Sultana's Dream) est une nouvelle utopique féministe bengali de 1905, écrite en anglais par Rokeya Sakhawat Hussain, également connue sous le nom de Begum Rokeya, féministe musulmane, écrivaine et réformatrice sociale (en) du Bengale,. La nouvelle est publiée en 1905 dans le périodique anglais basé à Madras, The Indian Ladies Magazine. La nouvelle est traduite en français et publiée en 2021 dans la revue Galaxies (no 72).

## Résumé
L'histoire dépeint une utopie féministe (appelée Ladyland) dans laquelle les femmes dirigent tout et les hommes sont isolés, comme par une image miroir inversée de la pratique traditionnelle du purdah. Les femmes sont aidées par une technologie électrique de science-fiction qui permet l'agriculture sans travail et les voitures volantes ; les femmes scientifiques ont découvert comment récupérer l'électricité solaire et comment contrôler le temps. Il en résulte « une sorte de planète des singes basée sur le genre où les rôles sont inversés et les hommes sont enfermés dans un avenir technologiquement avancé »,.
Dans ce monde, les stéréotypes traditionnels tels que « les hommes ont un cerveau plus gros » et les femmes sont « naturellement faibles » sont contrés par une logique telle que « un éléphant a aussi un cerveau plus gros et plus lourd » et « un lion est plus fort qu'un homme » et pourtant ni l'un ni l'autre. ne domine les hommes. À Ladyland, le crime est éliminé, les hommes étant considérés comme responsables de la situation. La journée de travail ne dure que deux heures, car les hommes perdaient autrefois six heures par jour à fumer. La religion est celle de l'amour et de la vérité. La pureté est tenue en haute estime plus que toute autre chose, de sorte que la liste des «relations sacrées» (mahram) est largement allongée.

## Origine de l'histoire
Selon Hossain, elle a écrit Rêve de sultane pour passer le temps pendant que son mari, Khan Bahadur Syed Sakhawat Hossain, un magistrat adjoint, était en tournée. Son mari lui prodigait une écoute reconnaisante et a encouragé Hossain à lire et à écrire en anglais. Ainsi, écrire Sultana's Dream en anglais était une façon de démontrer sa maîtrise de la langue à son mari. Sakhawat a été très impressionné par l'histoire et a encouragé Hossain à soumettre l'article à The Indian Ladies Magazine, qui a publié l'histoire pour la première fois en 1905. L'histoire a ensuite été publiée sous forme de livre en 1908.
Hossain (1880-1932) est née dans une famille riche qui possédait des terres. Bien qu'elle sache lire et écrire en ourdou, elle n'a pas pu apprendre le bengali et l'anglais. À cette époque, l'anglais était considéré comme une langue qui exposait les filles à de nouvelles idées, que la société jugeait inappropriées. Rokeya a appris à lire et à écrire l'anglais et le bengali avec l'aide de sa sœur aînée et de son frère aîné. Elle a écrit Sultana's Dream alors qu'elle avait 25 ans. En 1910, elle a ouvert une école pour filles à Kolkata.

## Postérité

### Illustrations
En 2018, l'artiste indo-américaine Chitra Ganesh (en) a créé 27 linogravures pour illustrer l'histoire,,.

### Adaptation au cinéma
En 2023, Isabel Herguera réalise un long métrage d'animation, El sueño de la sultana, qui obtient le Grand Prix Contrechamp en 2024 au festival international du film d'animation d'Annecy.